# Uromastyx occidentalis
Uromastyx occidentalis — вид ящірок, представник роду Шипохвостів з родини Агамових. Інші назви «західносахарський шипохвіст» та «велетенський шипохвіст». Дуже рідкісний і недостатньо вивчений вид.

## Опис
Загальна довжина досягає 53,6 см. Голова коротка та маленька. Значну частину складає тулуб, який має довжину близько 22—23 см. Стегнові пори відсутні. Хвіст дуже довгий з 23 рядками луски з шипами. Колір шкіри оливково-сірий або червонувато-коричневий з нечітким плямистим візерунком. Дитинчата жовтувато-коричневі. Кінцівки розвинені, помірної довжини.

## Спосіб життя
Полюбляє пустелі, піщані місцини. Мешкає у власній норі. Активний вдень. Харчується комахами, дрібними ящірками.
Це яйцекладна ящірка. Самиця відкладає до 10 яєць.

## Розповсюдження
Мешкає на півдні Західної Сахари (Сахарська Арабська Демократична Республіка).